# Сімбаріо
Сімбаріо (італ. Simbario, сиц. Zimbariu) — муніципалітет в Італії, у регіоні Калабрія,  провінція Вібо-Валентія.
Сімбаріо розташоване на відстані близько 490 км на південний схід від Рима, 40 км на південний захід від Катандзаро, 23 км на схід від Вібо-Валентії.
Населення — 969 осіб (2014).
Покровитель — святий Рох.

## Демографія
Населення за роками:

Станом на 1 січня 2023 року в муніципалітеті офіційно проживало 80 іноземців з 13 країн, серед них 60 громадян країн Євросоюзу та 1 громадянин України.

## Сусідні муніципалітети
- Броньятуро
- Кардінале
- Піццоні
- Соріанелло
- Спадола
- Торре-ді-Руджеро
- Валлелонга
- Ваццано